# Palazzo Comunale (Sant'Ambrogio di Torino)
Il Palazzo Comunale è un edificio situato in piazza XXV Aprile a Sant'Ambrogio di Torino, in Piemonte.

## Storia
Costruito nel 1871 come villa dei proprietari della Maglificio Fratelli Bosio, era denominato Villa Neveux, ed è diventato sede comunale nel 1957. Precedentemente avevano servito da municipio la Torre Comunale fino al 1916 e il palazzo di piazza IV Novembre (denominato "nuovo municipio") dal dicembre 1916 fino all'estate 1957.
Da settembre 1957 il Palazzo Comunale ha la propria sede nella ex Villa Neveux.
Nel periodo 2018/2019 la ristrutturazione dell'antistante piazza XXV Aprile ha portato a coprire i 3/4 della piazza con  aiuole, panchine e la scacchiera sulla quale sono stati collocati 8 zampilli d'acqua illuminati di notte. L'inaugurazione è avvenuta i 16 Novembre 2019.